# 11 (getal)
Elf is het natuurlijke getal dat tien opvolgt en aan twaalf voorafgaat. Het getal elf wordt weergegeven door de cijfers 11.

## In wiskunde
- Elf (11) is het op vier na kleinste priemgetal.
- Elf is een getal uit de rij van Lucas.
- Elf is uiteraard een elfhoeksgetal en een gecentreerd tienhoeksgetal.

### Deelbaarheid
Het is eenvoudig om van een geheel getal vast te stellen of het deelbaar is door 11. Tel de cijfers op de even plaatsen bij elkaar op en trek daarvan de cijfers op de oneven plaatsen af. Als het resultaat nul is of deelbaar is door 11, is het oorspronkelijke getal ook deelbaar door 11.
In formule
Een geheel getal 
{\displaystyle k=\sum _{i=0}^{N-1}{k_{i}10^{i}}}
van {\displaystyle N} decimale cijfers is dan en slechts dan deelbaar door 11, als
{\displaystyle \sum _{i=0}^{N-1}{(-1)^{i}k_{i}}{\bmod {1}}1=0}
Voorbeeld: 42603 is deelbaar door 11, want 4 − 2 + 6 − 0 + 3 = 11 is deelbaar door 11. Alternatief kunnen de cijfers op de even en oneven plaatsen apart opgeteld worden: (4 + 6 + 3) − (2 + 0).
Opmerking: ook in een ander talstelsel met grondtal {\displaystyle g} kan op deze manier de deelbaarheid door {\displaystyle g+1} bepaald worden.

## Natuurwetenschappen
- Het element met atoomnummer 11 is natrium.
- De chemische groep met IUPAC-groepsnummer 11 is de kopergroep, bestaande uit koper, zilver, goud en röntgenium.
- De M-theorie veronderstelt dat de ruimtetijd uit elf dimensies bestaat.
- De zonnecyclus heeft een gemiddelde periode van 11 jaar.
- Substantie P is een neurotransmitter die uit 11 aminozuren bestaat.

## Informatica
- De elfproef is een methode om vast te stellen of een rekeningnummer of een burgerservicenummer een geldig nummer is.

## Taal
- Elf is een hoofdtelwoord. Het woord komt uit het Oergermaans: *ainalibi, wat een samenstelsel is van de woorden: *aina- (een) en *libi (over). Het betekent letterlijk dus: één over (de tien).
- Op z'n elfendertigst wil zeggen: nonchalant, omslachtig.[1]
- Elfendertig wordt wel gebruikt als een nummer of aantal onbelangrijk of onbekend is, zoals in elfendertig redenen om niet te gaan.

## Religie
- In de levensboom van de joodse kabbala bevinden zich 10 sefirot plus nog een geheime die Da’at wordt genoemd. Mensen die openhartig worden zoals het licht kunnen het zien en voor hen worden de voordelen van het licht van Da’at onthuld. Mensen die egoïstisch blijven kunnen het echter niet zien en voor hen blijven de voordelen verborgen.

## Varia
- De Eerste Wereldoorlog eindigde officieel op het elfde uur van de elfde dag van de elfde maand van 1918. In de meeste landen wordt Remembrance Day op 11/11 om 11 uur gevierd. De Stone of Remembrance bevat de inscriptie: ‘Greater love hath no man’. Op de dag van de viering valt het zonlicht om 11 uur precies op het woord ‘love’.
- Apollo 11 was de missie van het Apolloprogramma die voor het eerst mensen op de Maan zette.
- De getallen 11, 22 en 33 worden van oudsher binnen de numerologie als 'meestergetallen' gezien. Meestergetallen zijn getallen die, afgezet tegen enkelvoudige getallen, extra kracht of extra werking in zich dragen. Het meestergetal 11 wordt gezien als het getal van Uranus, de grote hervormer en oorspronkelijk denker die sterk gericht is op gelijkwaardigheid. De 11-kracht is een kracht waarmee zaken 'ondersteboven' kunnen worden gekeerd om meer gelijkwaardigheid te realiseren. Duikt het getal 11 op, dan kan deze 'Uranuskracht' gebruikt worden om hervormingen door te voeren en meer gelijkwaardigheid te realiseren.
- Het getal elf wordt in Nederland wel als het dwazen- of gekkengetal (beide woorden bestaan uit 11 letters!) gezien.[2] Mogelijk omdat het 1 minder is dan 12, het getal van perfectie – met 11 is men dus net niet perfect. 11 speelt daarom een belangrijke rol tijdens het carnaval. Er is een Raad van Elf, die jaarlijks voor het eerst vergadert op 11-11 om 11.11 uur ('s avonds). De carnavalskreet Alaaf! zou een verbastering zijn van elf.
- De uitkomst van 11^3 (11 tot de 3e (macht) of 11 tot de macht 3) is een palindroom, want de uitkomst is 1331, en van achter naar voren ook 1331. Wiskundig: {\displaystyle 11^{3}=1331}.